# Artsjil Arveladze
Artsjil Arveladze (Georgisch: არჩილ არველაძე) (Tbilisi, 22 februari 1973) is een Georgische voormalige voetballer.
Artsjil Arveladze speelde in zijn profcarrière voor diverse clubs in Europa. De aanvaller begon zijn loopbaan echter bij het lokale Martve Tbilisi, alvorens hij als jeugdspeler de overstap maakte naar de Georgische topclub Dinamo Tbilisi.
In 1993 verruilde Arveladze, samen met zijn tweelingbroer Sjota Arveladze, Dinamo voor het Turkse Trabzonspor. Na vier seizoenen in Turkije verhuisde hij naar Nederland om te spelen in het tricot van NAC. In ruim twee seizoenen in Breda kwam hij tot 21 doelpunten in 58 optredens. Aanleiding voor de Duitse traditionsverein 1. FC Köln om de international in 2000 naar de Bundesliga te transfereren. Na een redelijke start raakte Arveladze mede door blessures en trainerswisselingen in de vergetelheid, om vervolgens terug te keren naar Georgië, waar hij wederom uitkwam voor Dinamo Tbilisi. Hij beëindigde in 2005 zijn voetbalcarrière bij het bescheiden Lokomotivi Tbilisi.
Artsjil Arveladze speelde gedurende zijn loopbaan 32 interlands voor de nationale ploeg van Georgië. Hij is de tweelingbroer van voormalig AFC Ajax en AZ spits Sjota Arveladze en jongere broer van Revaz Arveladze, die vooral in de Duitse competitie gespeeld heeft.

## Voetnoten
1. ↑  Volgens de officiële Nederlandse transcriptie moet de voornaam van Arveladze worden gespeld als Artsjil, aangezien de ჩ in არჩილ in het Nederlands wordt weergegeven als tsj, omdat dat een gelijkwaardige klank heeft. Engelstaligen noteren die klank als 'ch' (church). Zie ook: Wikipedia:Transliteratie- en transcriptiegids/Georgisch.